# Tollet
Tollet ist eine Gemeinde in Oberösterreich im Bezirk Grieskirchen im Hausruckviertel mit 949 Einwohnern (Stand 1. Jänner 2024). Die Gemeinde liegt im Gerichtsbezirk Grieskirchen.

## Geografie
Tollet liegt nordwestlich von Grieskirchen. Die Grenze im Südwesten bildet die Trattnach, die in 300 Meter über dem Meer fließt. Von dieser steigt das Gemeindegebiet nach Norden zu bewaldeten Höhen von knapp unter 500 Meter an. Die Ausdehnung beträgt von Nord nach Süd 4,8 und von West nach Ost 3,1 Kilometer.
Die Gemeinde hat eine Fläche von rund zehn Quadratkilometer. Davon sind 72 Prozent landwirtschaftliche Nutzfläche, 19 Prozent sind bewaldet.

### Gemeindegliederung
Das Gemeindegebiet umfasst folgende 18 Ortschaften (in Klammern Einwohnerzahl Stand 1. Jänner 2024):
- Fürstling (0)
- Kroisbach (101)
- Lahof (100)
- Neuwies (88)
- Niederwödling (20)
- Oberwödling (101)
- Pollhamerwald (6)
- Schappenedt (11)
- Schickberg (10)
- Schickenedt (3)
- Schröttenham (15)
- Spöck (2)
- Stadlberg (12)
- Stein (9)
- Steindlberg (44)
- Tollet (191)
- Unterstetten (114)
- Winkeln (122)

Die Gemeinde besteht aus der Katastralgemeinde Tollet.

### Nachbargemeinden
| Pötting     | Michaelnbach                                |              |
| Taufkirchen | Kompassrose, die auf Nachbargemeinden zeigt | Pollham      |
|             | St. Georgen                                 | Grieskirchen |

## Geschichte

### Ortsgeschichte
Tollet wurde erstmals zwischen 1160 und 1170 urkundlich erwähnt. Ursprünglich im Ostteil des Herzogtums Bayern liegend, gehörte der Ort seit dem 12. Jahrhundert zum Herzogtum Österreich. Ab 1490 wird er dem Fürstentum Österreich ob der Enns zugerechnet.
Seit dem Jahr 1855 hat Tollet einen eigenen Bürgermeister. Seit 1918 gehört der Ort zum Bundesland Oberösterreich. Nach dem Anschluss Österreichs an das Deutsche Reich am 13. März 1938 gehörte der Ort zum Gau Oberdonau. Im Schloss Tollet war die Reichsarbeitsdienstabteilung RADA 6/342 untergebracht. Nach 1945 erfolgte die Wiederherstellung Oberösterreichs.

### Einwohnerentwicklung
1991 hatte die Gemeinde laut Volkszählung 788 Einwohner, 2001 dann 867 Einwohner. Da sowohl Geburtenbilanz als auch Wanderungsbilanz weiter positiv blieben, wuchs die Bevölkerungszahl auf 906 Personen im Jahr 2011 und weiter auf 934 im Jahr 2021.

## Kultur und Sehenswürdigkeiten

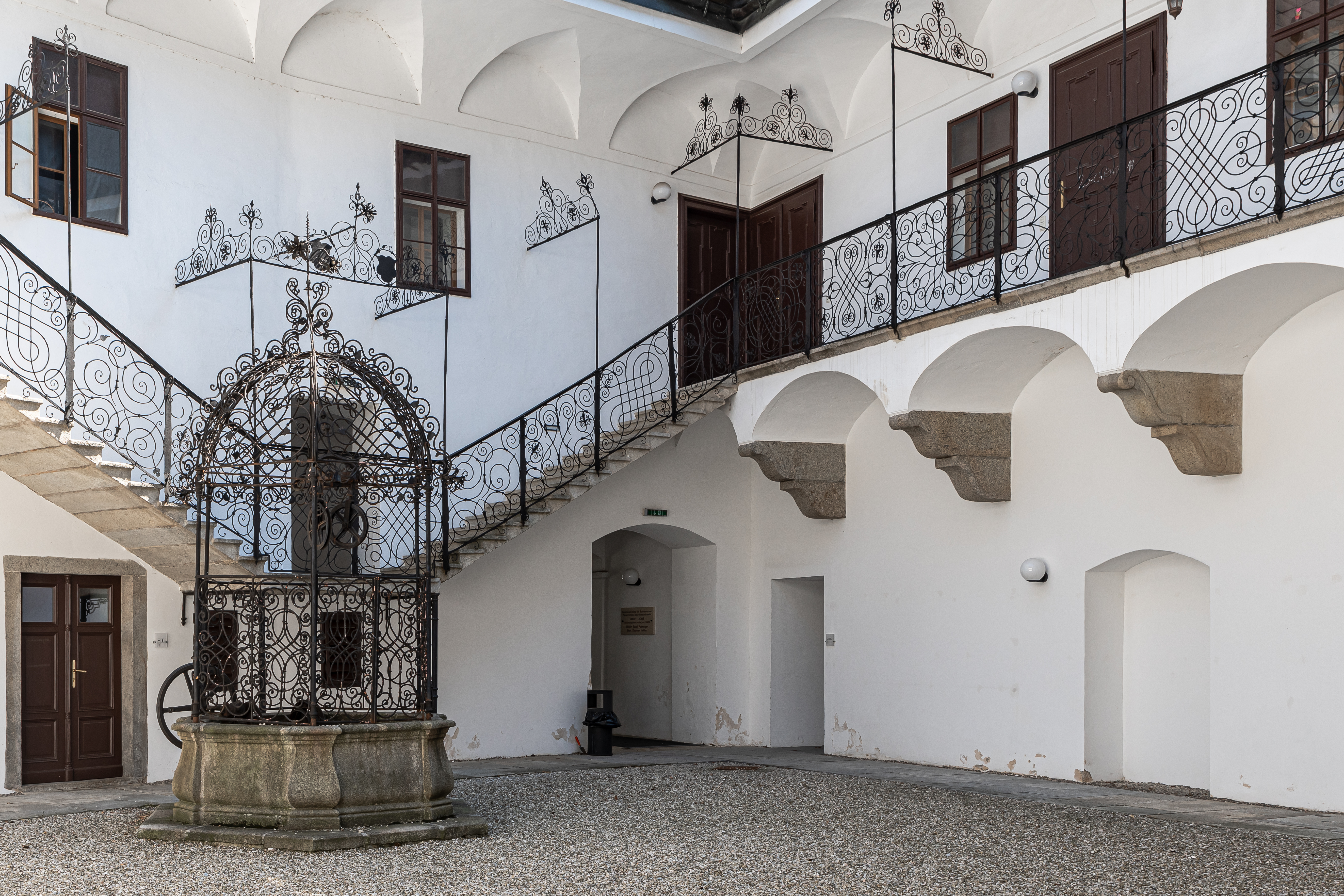
Brunnen und Hofumgang im Schloss

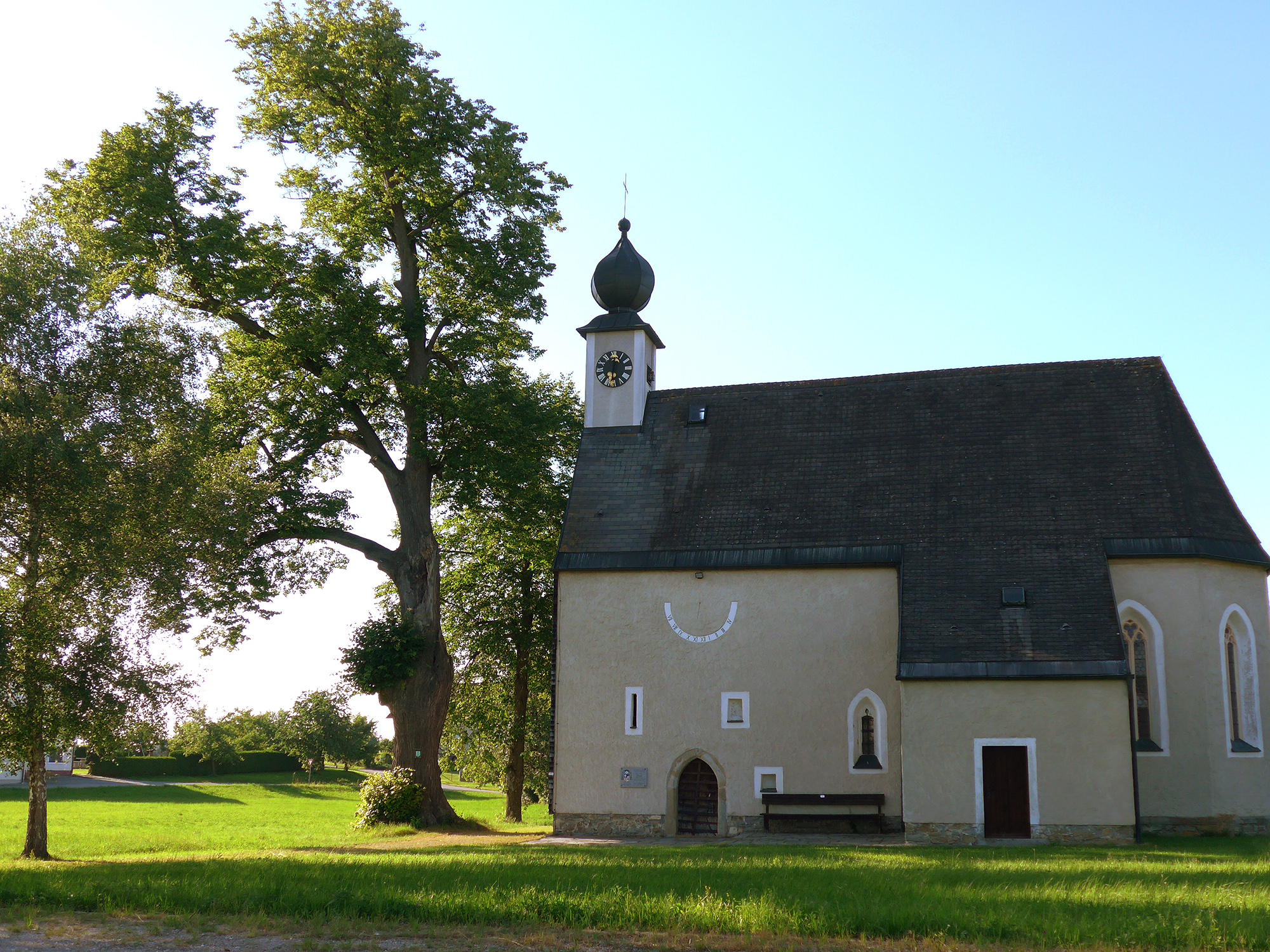
Filialkirche Oberwödling mit dem Naturdenkmal Sommerlinde.

- Schloss Tollet: Die erste Befestigungsanlage geht auf das Jahr 1170 zurück. Von 1601 und 1611 ließ Hans V. Jörger von Tollet das Schloss neu im Stil der Renaissance erbauen[6] u. a. mit einem Hofumgang mit interessanten Abschlussgittern aus dem Jahr 1607, die 48 Felder mit 46 verschiedene Motive aufweisen. Von 2002 bis 2009 Renovierung des Schlosses. Heute hat der Bezirksheimathausverein Grieskirchen, ein gemeinnütziger Kulturverein, seinen Sitz auf Schloss Tollet und betreibt seit 23. April 2009 im Schloss das Museum Kulturama Schloss Tollet mit Ausstellungen und Konzerten.
- Filialkirche Oberwödling

### Vereine
- Kulturama Schloss Tollet (Bezirksheimathausverein Grieskirchen: auf Schloss Tollet (siehe unter Sehenswürdigkeiten))
- Jugendtreff Tollet
- Union Tollet
- Freiwillige Feuerwehr Oberwödling
- Freiwillige Feuerwehr Unterstetten

## Wirtschaft und Infrastruktur

### Wirtschaftssektoren
Von den 38 landwirtschaftlichen Betrieben des Jahres 2010 wurden 25 im Haupt-, 12 im Nebenerwerb und eine von einer Personengemeinschaft geführt. Die Haupterwerbsbauern bewirtschafteten 85 Prozent der Flächen. Im Produktionssektor arbeiteten 42 Erwerbstätige im Bereich Herstellung von Waren und zwei in der Bauwirtschaft. Der wichtigste Arbeitgeber des Dienstleistungssektors war der Bereich persönliche und soziale Dienste mit 127 Mitarbeitern.
| Wirtschaftssektor            | Anzahl Betriebe | Anzahl Betriebe | Erwerbstätige | Erwerbstätige |
| Wirtschaftssektor            | 2011            | 2001            | 2011          | 2001          |
| ---------------------------- | --------------- | --------------- | ------------- | ------------- |
| Land- und Forstwirtschaft 1) | 38              | 44              | 44            | 37            |
| Produktion                   | 5               | 5               | 44            | 41            |
| Dienstleistung               | 32              | 14              | 149           | 60            |

1) Betriebe mit Fläche in den Jahren 2010 und 1999

### Arbeitsmarkt, Pendeln
Im Jahr 2011 lebten 483 Erwerbstätige in Tollet. Davon arbeiteten 86 in der Gemeinde, mehr als achtzig Prozent pendelten aus.

## Politik

### Gemeinderat
Der Gemeinderat hat 13 Mitglieder.
- Mit den Gemeinderats- und Bürgermeisterwahlen in Oberösterreich 1997 hatte der Gemeinderat folgende Verteilung: 8 ÖVP, 3 SPÖ und 2 FPÖ.
- Mit den Gemeinderats- und Bürgermeisterwahlen in Oberösterreich 2003 hatte der Gemeinderat folgende Verteilung: 7 ÖVP, 4 SPÖ, 1 GRÜNE und 1 FPÖ.
- Mit den Gemeinderats- und Bürgermeisterwahlen in Oberösterreich 2009 hatte der Gemeinderat folgende Verteilung: 8 ÖVP, 2 FPÖ, 2 SPÖ und 1 GRÜNE.
- Mit den Gemeinderats- und Bürgermeisterwahlen in Oberösterreich 2015 hatte der Gemeinderat folgende Verteilung: 7 ÖVP, 2 FPÖ, 2 GRÜNE und 2 SPÖ.
- Mit den Gemeinderats- und Bürgermeisterwahlen in Oberösterreich 2021 hat der Gemeinderat folgende Verteilung: 7 ÖVP, 3 FPÖ, 2 GRÜNE und 1 SPÖ.[11]

### Bürgermeister
Bürgermeister seit 1855 waren:
- 1855–1858 Joseph Erdpresser
- 1858–1861 Josef Zauner
- 1861–1864 Johann Lindinger
- 1864–1867 Josef Erdpresser
- 1867–1873 Josef Wolfesberger
- 1873–1883 Mathias Pramböck
- 1883–1892 Johann Lindinger
- 1892–1903 Matthäus Feichtinger
- 1903–1910 Mathias Humer
- 1910–1912 Mathäus Erdpresser
- 1912–1924 Alois Söllner
- 1924–1935 Leoplod Humer
- 1935–1942 Anton Pichlmann
- 1942–1945 Ludwig Aigner
- 1945–1946 Johann Schauer
- 1946–1954 Anton Pichlmann
- 1954–1961 Josef Reisinger
- 1961–1972 Johann Hinterberger
- 1972–1997 Hermann Obermayr
- 1997–2015 Dagmar Holter (ÖVP)
- seit 2015 Gisela Maria Mayr (ÖVP)

### Wappen
Blasonierung: Schräg geteilt; oben in Gold ein schwarzer, rot bewehrter Hahn mit rotem Kamm und roten Kinnlappen, unten in Rot ein goldenes Rad mit sechs Pflugmessern (Sech) als Speichen. Die Gemeindefarben sind Rot-Gelb-Rot.
Der Hahn im 1989 verliehenen Gemeindewappen ist dem Wappen des Linzer Bischofs Franz Zauner entnommen, der in Tollet geboren wurde. Das Rad verweist auf das einzige Wagnereimuseum Österreichs in Tollet. Die Pflugmesser entstammen dem Wappen der Jörger, die mehrere Jahrhunderte lang Besitzer des Schlosses Tollet waren. Hahn und Rad verdeutlichen außerdem die landwirtschaftliche Prägung der Gemeinde.

## Persönlichkeiten

### Söhne und Töchter der Gemeinde
- Franz Zauner (1904–1994), römisch-katholischer Priester, Professor für Kirchenrecht, 1956 bis 1980 Bischof der Diözese Linz